# Ariel Betancourt
Ariel Betancourt Cepero (Zulueta, 30 settembre 1970) è un ex calciatore cubano, di ruolo attaccante.

## Carriera

### Nazionale
Ha debuttato in Nazionale l'8 giugno 1999, in Cuba-Saint Kitts e Nevis (2-0). Ha partecipato, con la Nazionale, alla CONCACAF Gold Cup 2002. Ha collezionato in totale, con la maglia della Nazionale, 6 presenze.

## Palmarès

### Club

#### Competizioni nazionali
- Campionato cubano di calcio: 4

Villa Clara: 1992-1993, 1996-1997, 1997-1998, 2002-2003